# Rio Auaiá-Miçu
O rio Auaiá-Miçu é um rio do estado de Mato Grosso no oeste do Brasil.